# Де Антонио, Эмиль
Эми́ль Франци́ско де Анто́нио (англ. Emile Francisco de Antonio; 14 мая 1919, Скрантон, Пенсильвания, США — 15 декабря 1989, Нью-Йорк, Нью-Йорк, США) — американский кинорежиссёр, продюсер, сценарист и актёр итальянского происхождения.

## Биография
Окончил Гарвардский университет. С начала 1960-х годов — в документальном кино. Как режиссёр дебютировал в 1964 году с картиной «Процедурный вопрос», которую смонтировал на основе архивных материалов 1961—1963 годов. В 1975 вместе с Мэри Лампсон и Xаскеллом Уэкслером снял фильм «Подполье» о террористической организации «Weathermen».
Характерным почерком режиссёра стало принципиальное отсутствие дикторского текста в своих лентах. В своих фильмах разоблачал маккартизм, оспаривал официальную версию убийства Джона Кеннеди (своего однокурсника), выступил против агрессии США во Вьетнаме, критиковал политику президента Ричарда Никсона. Часто был сценаристом и продюсером своих картин.

## Избранная фильмография

### Режиссёр
- 1964 — Процедурный вопрос / Point of Order
- 1967 — Поспешное осуждение / Rush to Judgment
- 1968 — В год свиньи / In the Year of the Pig
- 1970 — / America Is Hard to See
- 1971 — Милхауз: белая комедия / Millhouse: A White Comedy
- 1973 — Картины художников / Painters Painting
- 1975 — / McCarthy: Death of a Witch Hunter
- 1976 — Подполье / Underground
- 1983 — В городе Король Прусский / In the King of Prussia
- 1989 — Мистер Гувер и я / Mr. Hoover and I

### Сценарист
- 1983 — В городе Король Прусский / In the King of Prussia
- 1989 — Мистер Гувер и я / Mr. Hoover and I

### Продюсер
- 1961 — Sunday
- 1964 — Процедурный вопрос / Point of Order
- 1968 — В год свиньи / In the Year of the Pig
- 1971 — Милхауз: белая комедия / Millhouse
- 1973 — Картины художников / Painters Painting
- 1983 — В городе Король Прусский / In the King of Prussia
- 1989 — Мистер Гувер и я / Mr. Hoover and I

### Актёр
- 1964 — Пьяный / Drunk
- 1987 — Леденцовая гора / Candy Mountain — Лу Султан
- 1991 — Тени в таинственном городе / Shadows in the City Mystic

## Награды
- 1970 — номинация на премию «Оскар» за лучший документальный полнометражный фильм («В год свиньи»)
- 1983 — Специальная рекомендация Международной Католической организации в области кино (конкурсная программа) 34-го Берлинского международного кинофестиваля («В городе Король Прусский»)
- 1990 — номинация на Гран-при за документальный фильм кинофестиваля в Сандэнсе («Мистер Гувер и я»)